# Ultrazvuková čistička

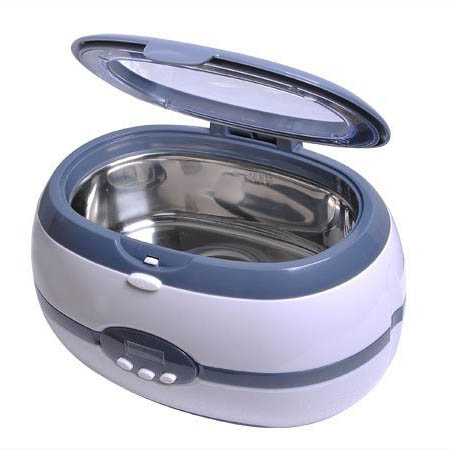
Ultrazvuková domácí čistička

Ultrazvuková čistička je zařízení, které využívá ultrazvuk k odstraňování nečistot z povrchu členitých předmětů. Využívá se ve všech odvětvích průmyslu, ale také v lékařství a domácím prostředí.

## Konstrukce

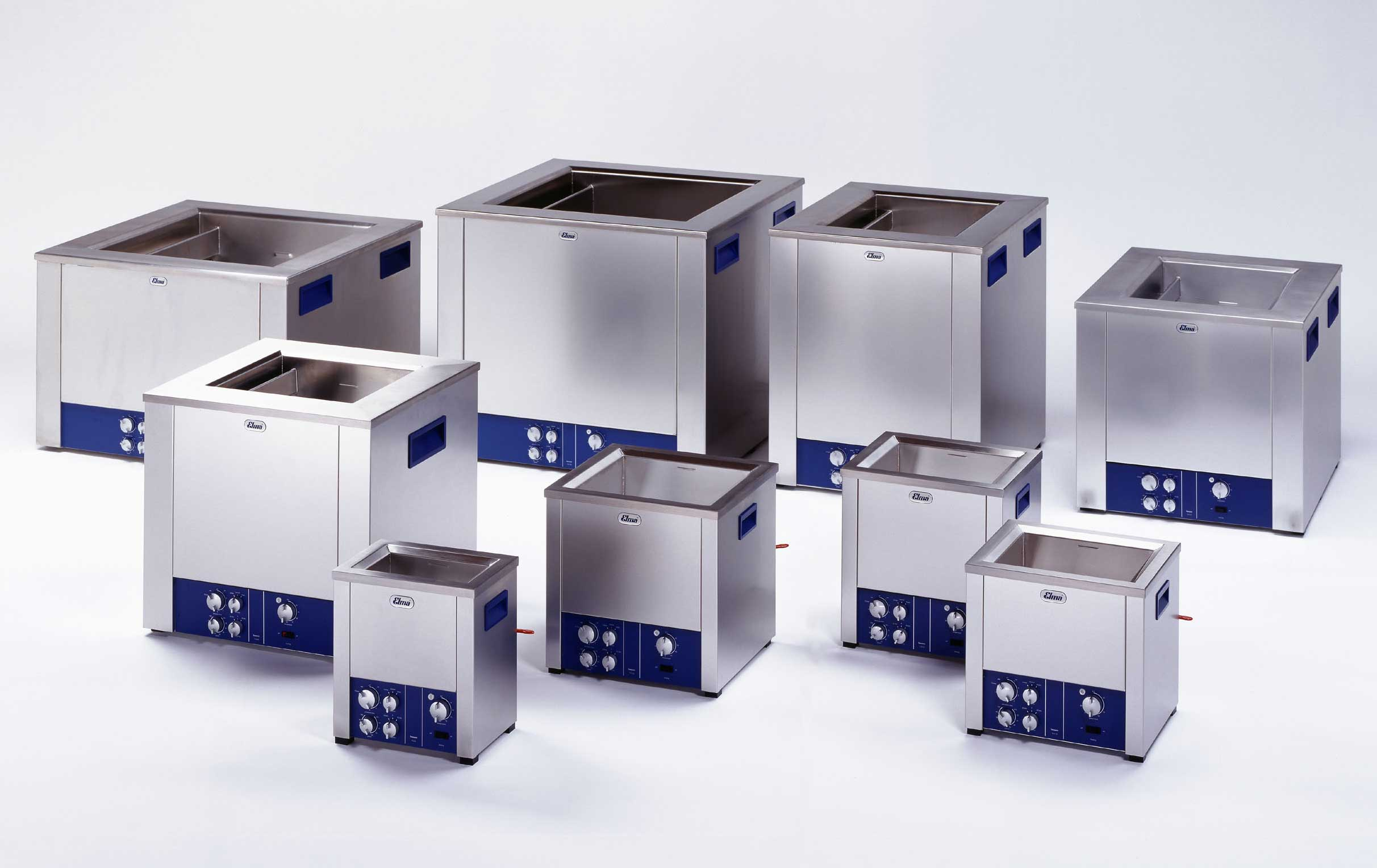
Ultrazvukové čističky

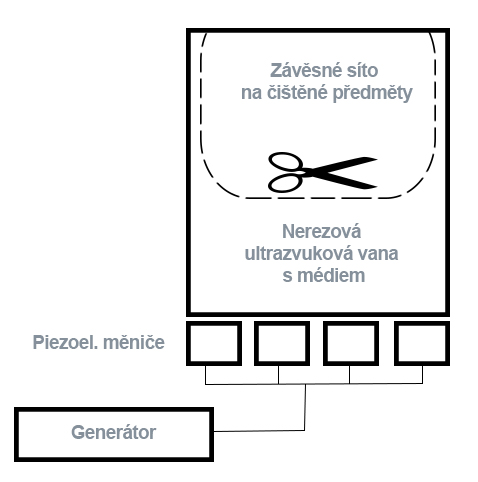
Schéma ultrazvukové čističky

Základní části ultrazvukové čističky:
- Ultrazvukový generátor
- Ultrazvuková vana z antikorozního materiálu s nalepenými ultrazvukovými měniči
- Kryt s ovládanými prvky a příslušnými pojistkami
- Síťový přívod

## Princip
Čištění ultrazvukem je fyzikální proces, využívající ultrazvuku. Proces probíhá na rozhraní povrchu čištěného předmětu a kapalného čisticího média. Nečistoty jsou rozrušeny a následně odplaveny z předmětu pomocí mechanické energie. Zdrojem mechanické energie je ultrazvukový měnič, který je umístěn na dně vany. Úkolem měniče je přivedenou vysokofrekvenční energii z generátoru transformovat na mechanicko-akustické kmity, které prostřednictvím dna vany vytvoří v kapalině homogenní ultrazvukové pole. Při průchodu kapalinou (médiem) způsobuje ultrazvuk intenzivní kmitání molekul, zahřívání kapaliny a vznik miniaturních bublinek v místech, kde střídavý akustický tlak má záporné hodnoty. Vlivem podtlaku bublinky postupně expandují a při opačné polaritě se prudce smršťují a zanikají. Tato místa označujeme jako tzv. kavitační centra. V jejich okolí dochází k rychlému nárůstu teploty a k tlakovým vlnám o vysoké energii, které díky tomuto periodickému střídání akustického tlaku a podtlaku narušují vazby mezi povrchem čištěného předmětu a nečistotami. Tento proces se nazývá kavitace.

## Informace

### Účinnost procesu závisí na
Kmitočtu:
Nižší frekvence (20 až 25 kHz) mají vyšší erozivní účinky, působí agresivněji a jsou vhodné na silně znečistěné a velké součásti. Využívají se pro robustní čištění věcí, jako jsou bloky motorů, velké kovové odlitky nebo velmi mastné předměty. Jsou však méně absorbovány čisticím médiem a čištěnými předměty.
Vyšší frekvence (35 až 70 kHz) se využívají pro všechny běžné čištění, jako jsou čištění strojních částí, optiky, plošných spojů, domácích předmětů, mincí, šperků apod.
Frekvence od 70 kHz do 200 kHz se využívají pro čištění velmi jemné optiky a předmětů, které obsahují dutiny o velmi malém průměru, protože ultrazvuk vyšších frekvencí má schopnost pronikat i do nepatrných otvorů a spár.
Nejvyšší frekvence (400–800 kHz i vyšší) jsou však již pro běžnou praxi nepoužitelné a používají se pouze pro speciální čisticí aplikace (při výrobě citlivých elektronických součástek). Pro běžné čištění se nejčastěji využívají frekvence od 24 do 43 kHz.
Teplotě:

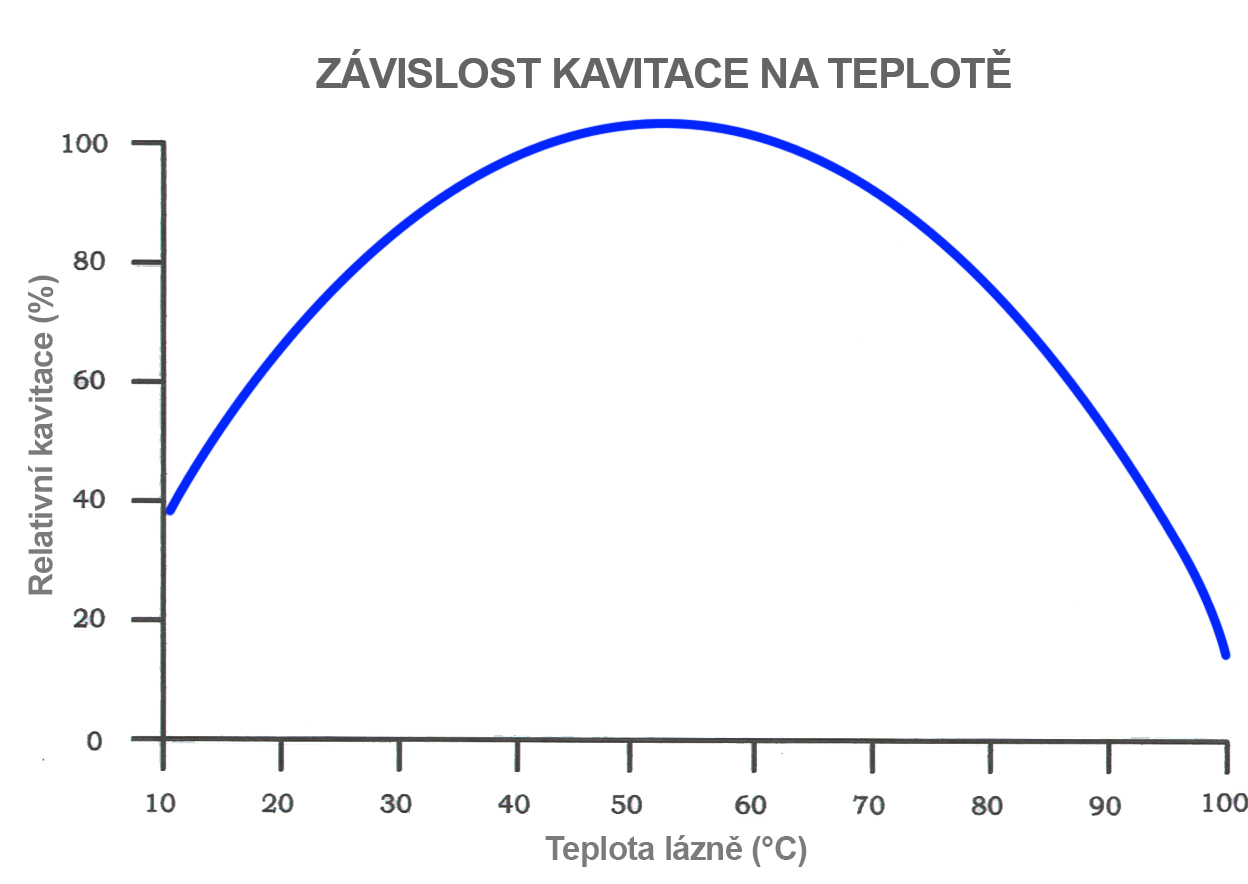
Graf závislosti kavitace na teplotě média

Mnoho čisticích procesů je nejefektivnějších při vyšších teplotách – využívá se přídavné topení.
Zahřátí kapaliny v nádrži ultrazvukové čističky výrazně přispívá k vyššímu efektu čištění. Zahřátá voda obsahuje menší množství vzduchu (vzduchových bublin), které reagují s vytvářenými vakuovými bublinami. Čím méně vzduchu obsahuje médium, tím lepší je čisticí efekt. Maximální teplota čisticího média bývá přibližně 80 % teploty varu kapaliny. V případě vody je teplota 80 °C. Optimální teplota při čištění je zpravidla 50 °C až 65 °C.
Objemu čisticí vany:
Objem vany se volí tak, aby čištěné předměty byly dokonale ponořené. Hmotnost čištěných předmětů nesmí přesáhnout polovinu hmotnosti čisticí lázně, aby došlo k efektivnímu využití účinků ultrazvuku. V opačném případě nelze zaručit kvalitu a dobu čištění.
Výkonu ultrazvukového generátoru:

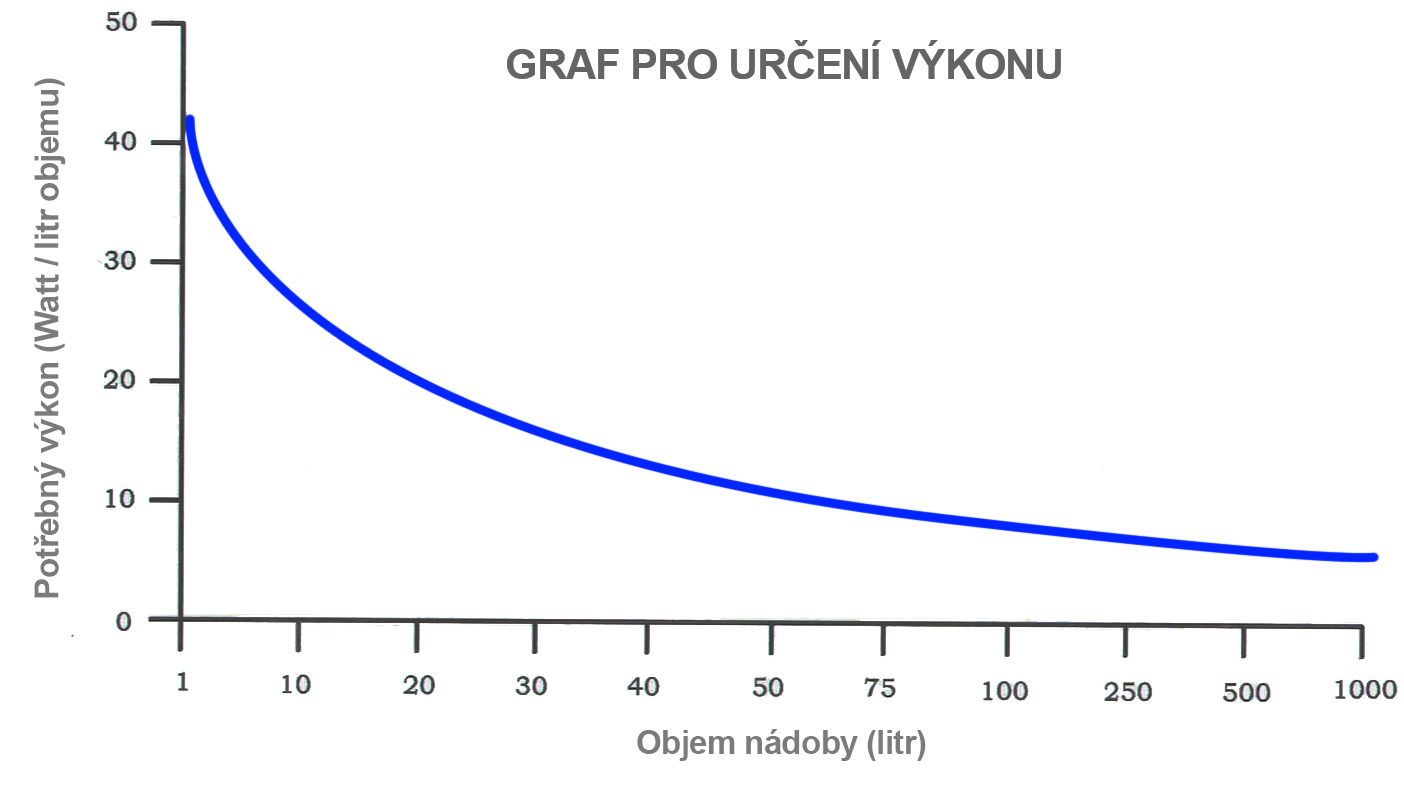
Graf pro určení výkonu na základě objemu

S objemem vany úzce souvisí potřebný výkon generátoru. Závislost mezi objemem a potřebným výkonem na jednotku objemu (Watt/litr) není úměrná. Potřebný výkon na jednotku objemu se nelineárně snižuje se stoupajícím objemem.
Volbě pracovní kapaliny - čisticího média:
Čisticí chemické roztoky podporují kavitaci, snižují povrchové napětí vody a rozpouští nečistoty, respektive s nimi reagují. Volba média závisí na druhu nečistoty a materiálu čištěného předmětu.
Vlastnosti čisticího média:
- musí mít nízké povrchové napětí, malou viskozitu, nízký tlak par a hustotu rovnou přibližně vodě
- musí chemicky působit na nečistoty, rozpouštět je nebo emulgovat
- musí mít dobré akustické vlastnosti
- nemělo by korozně působit na čištěný předmět
- nesmí být toxické a musí být ve shodě s platnou legislativou ČR

V rámci standardního čištění předmětů se jako čisticí kapalina používá zpravidla voda se saponátem, nebo roztok běžné jedlé sody ve vodě. Pokud je nutné hlubší čištění, je možné využít roztok vody s octem, nebo s kyselinou citronovou. Mírně alkalický roztok pro ultrazvukové čištění je vhodný pro čištění mastných částí. Slabě kyselý ultrazvukový čisticí roztok je vhodný pro odstraňování rzi a jiných oxidů.
Demineralizovaná voda:
Pokud je čisticí vana napuštěna vodou z vodovodního řadu nebo jiného zdroje, obsahuje relativně velké množství rozpuštěných plynů, především vzduchu. Protože plyn je, na rozdíl od kapalin, stlačitelný, po přivedení ultrazvuku začne pružit a tím do značné míry potlačí vznik kavitačních účinků. Proto je potřeba pro čištění používat demineralizovanou vodu.

### Odplynování kapaliny
Odplynování kapaliny = „staření“ čerstvých destilátů:
Z principu kavitace vyplývá, že při ní dochází ke vzniku mikroskopických vakuových bublin. Ty reagují s bublinami rozpuštěných plynů v kapalině a vzájemně anihilují. Dochází k jejich zničení za úniku plynu rozpuštěného v kapalině. Proto se ve výrobnách destilátů a pálenicích hojně využívá vhodná ultrazvuková čistička. Pomocí ní jsme schopni odplynovat destilát ihned po stočení a následně vyzkoušet jeho kvalitu.

### Nečistoty
Mezi nečistoty, které je ultrazvuková čistička schopná zpracovat patří:
- Prach, špína, olej, barviva, mastnota, leštící látky, otisky prstů, částečky vosku a separační činidla, biologické materiály (krev atd.).

Čištěné předměty se nikdy nepokládají přímo na dno vany, a proto se využívá vloženého čisticího koše. V případě položení předmětu na dno, by čištění nebylo optimální a mohlo by také dojít k poškození dalších součástí (ultrazvukových měničů) připevněných ke dnu.

## Výhody
- Poměrně krátká délka čisticího procesu ve srovnání s jinou čisticí metodou (minuty)
- Vysoká kvalita čištění
- Jednoduchost (instalace, údržba, obsluha)
- Možnost čištění otvorů v malých prostorech, slepých otvorů, tvarově složitých předmětů
- Při čištění nehrozí žádné mechanické poškození
- Odstranění nečistot je rovnoměrné bez ohledu na složitost a geometrii čištěného předmětu
- Ohleduplné vůči přírodě
- Cena

## Kde se využívá

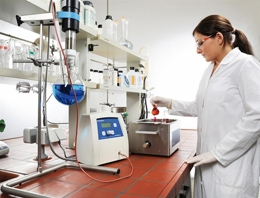
Ultrazvuková čistička – laboratoř

- Nemocniční zařízení – Intenzivní mytí chirurgických a lékařských nástrojů před sterilizací …
- Zubní ordinace – nástroje, zubní protézy, můstky, rovnátka …
- Zlatnictví, hodinářství – šperky, náramky, řetízky, mikronástroje, pinzety …
- Zámečnictví, instalatérství – zanesená sítka, sifony, části ventilů (včetně odmaštění), kovové a plastové díly složitých tvarů, spojovací materiál, zanesená šroubení.
- Kanceláře – brýle, rýsovací potřeby, mince, pera …
- Autoservisy – čisticí a odmašťovací práce (trysky, svíčky, sítka, pružiny …)
- Počítačové firmy – CD a DVD, čištění tištěných spojů …
- Zbraně, střelnice – kovové díly i plastové součásti
- Sklárny – odstraňování skelného prachu z broušeného skla, finální čištění a leštění výrobků před expedicí
- Lisovny plastických hmot a pryže – čištění lisovacích forem
- Potravinářský průmysl – mytí lahví, forem, nádob, plastových přepravek, možnost kombinace s dezinfekcí
- Optika – čištění optických skel a brýlí
- Lihovarnictví – čištění a umělé stárnutí destilátů
- Tiskárny – mytí rastrových válců, fólií ...
- Kadeřnictví, kosmetické ústavy – nůžky, pilníky, hřebeny, kartáče, pinzety …